# Pirbeyli
Pirbeyli (ryska: Пирбейли) är en ort i Azerbajdzjan.   Den ligger i distriktet Şamaxı Rayonu, i den östra delen av landet, 110 km nordväst om huvudstaden Baku. Pirbeyli ligger 1 238 meter över havet och antalet invånare är 184.
Terrängen runt Pirbeyli är huvudsakligen kuperad. Pirbeyli ligger nere i en dal. Runt Pirbeyli är det ganska glesbefolkat, med 31 invånare per kvadratkilometer.. Närmaste större samhälle är Qızmeydan, 6,9 km söder om Pirbeyli. 
Trakten runt Pirbeyli består i huvudsak av gräsmarker.